# Marine Vignes
Pour les articles homonymes, voir Vignes.
Marine Vignes, née le 3 octobre 1972 à Boulogne-Billancourt, est une animatrice de télévision française.

## Biographie
Elle commence sa carrière en octobre 1994 sur la chaîne de télévision La Cinquième en présentant l’émission Les Explorateurs de la connaissance.
Après un passage pendant une dizaine d’années sur M6, Marine Vignes revient sur les chaînes publiques dans les années 2000 où elle présente, sur France 2, les émissions 100 % imprévu, Ça va faire mâle ou encore Secrets de stars.
En 2008, Marine Vignes présente sur Téva une collection d'émissions en propre : Les Aventures de Marine au cours de laquelle elle traite de sujets de société en menant l’enquête en immersion.
Sur France 3, elle anime des émissions consacrées à la culture, à l’image de Sortie de nuit et de sa nouvelle version, intitulée Arrêt Spectacles.
Toujours en 2008 sur France 3, Marine Vignes présente l’émission Côté jardin.
Depuis septembre 2012, elle présente avec Laurent Romejko le magazine Météo à la carte sur France 3, du lundi au vendredi à 12 h 55.
Le 18 mai 2013, elle annonce les votes de la France lors de la finale du Concours Eurovision de la chanson à Malmö en Suède.

## Vie privée
Elle a deux filles : Nina, née en janvier 1997, avec l'animateur Nagui, et Tess, née en janvier 2005, avec le réalisateur Marc-Antoine Colonna.